# Берта (ураган, 2008)
Ураган «Берта» (англ. Hurricane Bertha) — найтриваліший атлантичний тропічний циклон за всю історію в липні, а також найдальшою східною системою, яка досягла інтенсивності тропічного шторму протягом місяця. Другий названий шторм, перший ураган і перший великий ураган активного сезону 2008 року.
Ураган типу Кабо-Верде «Берта» розвинувся з хвилі теплого повітря, що 1 липня 2008 вийшла в Атлантичний океан із західного узбережжя Африки. За 405 кілометрів на південь від островів Кабо-Верде область низького тиску організувалася в Тропічну депресію 2, яка вже на початку 3 липня набрала сили тропічного шторму і отримала власну назву «Берта». Протягом наступної доби циклон повільно рухався на захід, а до кінця 6 липня продовжив нарощувати силу, перебуваючи на той час на схід від Підвітряних Антильських островів . Наступної доби циклон досяг інтенсивності урагану першої категорії за шкалою класифікації ураганів Саффіра-Сімпсона. До кінця 7 липня перейшов у другу, а до початку 8 липня — в третю категорію. У другій половині дня 8 липня конвективна система Берти зазнала серії зрушень вітру, ураган ослаб до тропічного шторму і змінив напрямок руху на північно-східний. Протягом наступної чотири доби циклон спочатку повільно зміщувався на північний-захід у район Бермудських островів, потім повернув на південний-схід і на початку доби 14 липня вкотре змінив напрямок на північно-східний, перебуваючи за 64 кілометри на північ від Бермуд.
16 липня «Берта» зробила дугу під впливом глибокого циклону на сході, потім розгорнулася на північний схід, вдруге посилила інтенсивність до урагану першої категорії та на початок доби 20 липня вийшла у позатропічну фазу.

## Метеорологічна історія

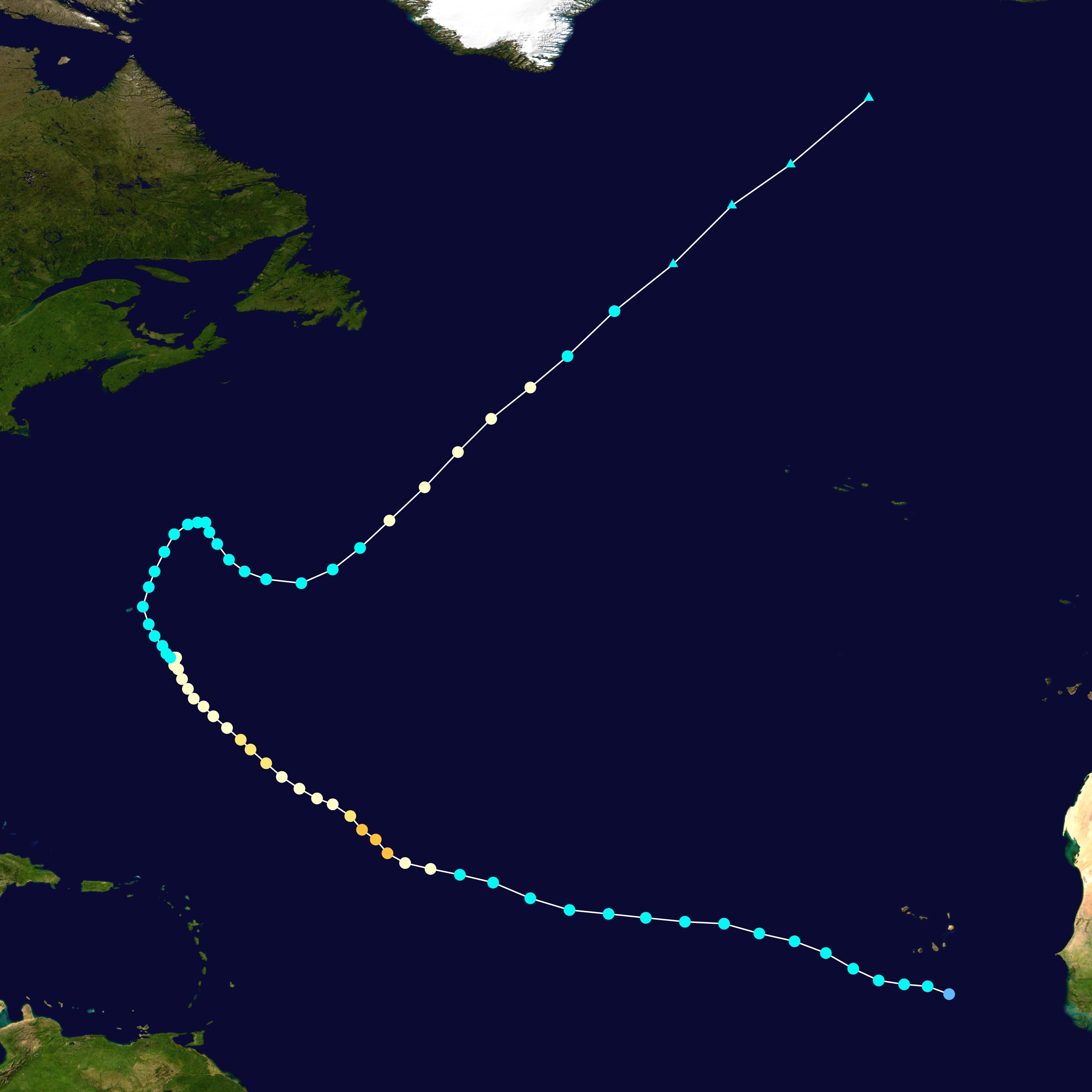
Траєкторія руху урагану «Берта»

На початку доби 1 липня 2008 року від західного узбережжя Африки у напрямку Карибського моря вийшла сильна хвиля теплого повітря, яка до ночі на 2 липня утворила добре організовану область низького тиску. Вранці 3 липня на підставі збереження протягом 12 годин у центральній частині області низького тиску постійних конвективних потоків фахівці Національного центру прогнозування ураганів США надали циклону статус тропічної депресії 2 і ще через шість годин статус тропічного шторму за шкалою класифікації ураганів Саффіра-Сімпсона. Шторм отримав друге ім'я «Берта» в сезоні атлантичних ураганів 2008.
Аж до 6 липня Берта рухалася у відносно холодних водах у бік Карибського моря по південному кордону постійно діючого Азорського антициклону, зберігаючи при цьому швидкість вітру на кордоні між тропічною депресією та тропічним штормом. 6 липня шторм увійшов у область теплої течії і почав різко набирати силу, утворюючи до кінця доби очей бурі з яскраво вираженим центром обертання повітряних мас. Вранці наступної доби постійна швидкість вітру в Берті досягла ураганного значення, причому подальше посилення циклону було настільки стрімким, що до кінця дня швидкість вітру в його спіралі обертання досягла 185 км/год, відповідаючи урагану третьої категорії за шкалою класифікації Саффіра-Сімпсона. О 23 годині за всесвітнім координованим часом фахівці Національного центру прогнозування ураганів США зафіксували постійну швидкість повітряних потоків на позначці 205 км/год, яка стала піковим показником у всій метеорологічній історії цього циклону.
8 липня у верхній частині конвективної системи циклону почали спостерігатися численні зрушення вітру, що послабили ураган до першої категорії у другій половині доби. Постійна швидкість вітру у своїй становила 120 км/год. Протягом наступної доби Берта на короткий час посилилася до другої категорії, але знову перейшла до першої категорії за шкалою Саффіра-Сімпсона внаслідок появи дезорганізованих повітряних потоків у периферійній частині ока бурі циклону.

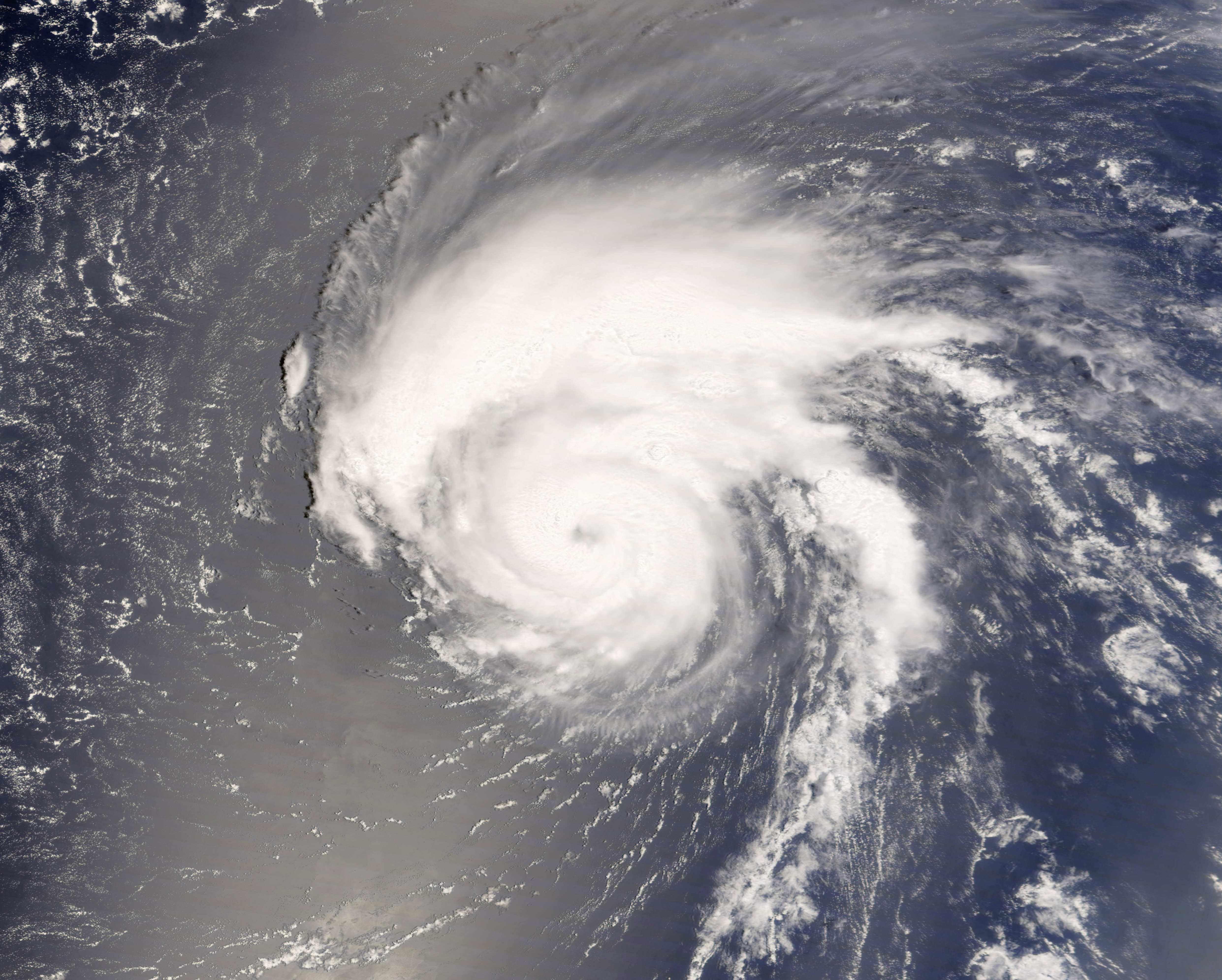
Реорганізація ока урагану «Берта», 9 липня 2008 року

12 липня ураган знаходився на південь-південний схід від Бермудських островів і, вступивши в область щодо холодної води, почав втрачати власну конвективну систему. На початок наступної доби ураган ослаб до рівня тропічного шторму. 14 липня Берта знаходилася за 64 кілометри від Бермудських островів, повернувши вектор руху на північ західним кордоном Азорського антициклону, а на початок наступної доби розгорнулася на південний схід під впливом великої області низького тиску над північною частиною Мексиканської затоки. 18 липня Берта знову посилилася до урагану першої категорії за шкалою класифікації Саффіра-Сімпсона, перебуваючи в смузі теплої течії, а 20 липня об 11 годині за північноамериканським східним часом спеціалісти Національного центру прогнозування ураганів США констатували вихід циклону у позатропічну фазу. Загальна тривалість життя циклону склала 17 діб, що дозволяє вважати Берту довготривалим липневим циклоном у басейні і найтривалішим тропічним обуренням з періоду проходження урагану Іван у 2004 році.

## Підготовка
7 липня 2008 року влада Бермудських островів оголосила штормове попередження у зв'язку з підходом тропічного циклону Берта. Міністр громадської безпеки сенатор Девід Берч на надзвичайному засіданні кабінету міністрів у ніч на 9 липня закликав жителів островів підготуватися до удару стихії та запасатися брезентом, автономними ліхтариками, провізією, медикаментами, питною фодою, одноразовим посудом та іншими засобами першої необхідності. 10 липня об 11 годині ранку за північноамериканським східним часом Департамент парків і лісового господарства Бермудських островів розпочав роботи з встановлення попереджувальних знаків на всіх морських пляжах у зв'язку з очікуваною сильною штормовою хвилею. До 13 липня співробітниками Міністерства громадської безпеки були зведені моли, що загороджують, на всіх пляжах островів, а самі пляжі були закриті для купання і водних видів спорту.

## Наслідки

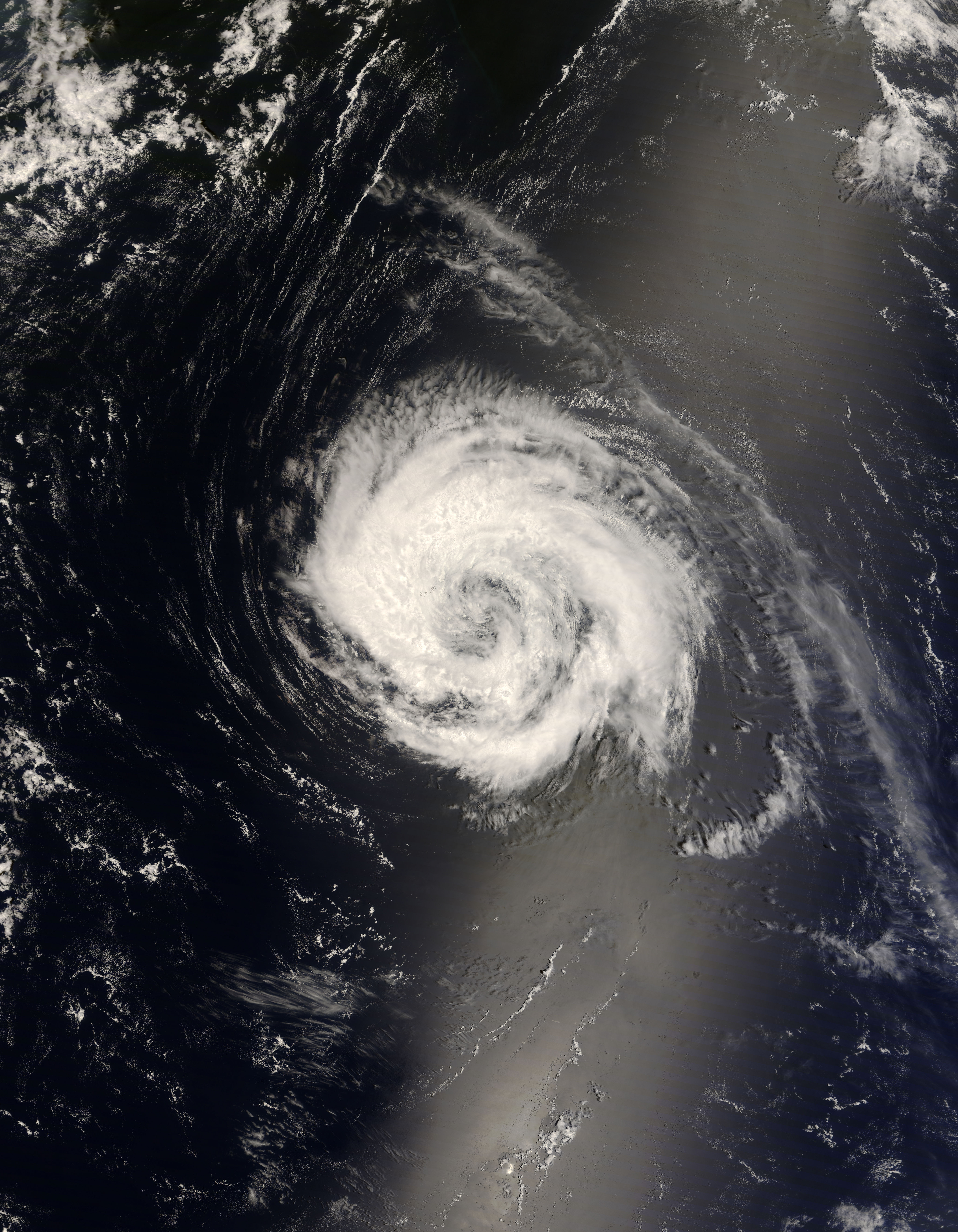
Ураган «Берта» поблизу Бермудських островів

У фазі тропічного шторму Берта пройшлася сильними дощами по південних островах Кабо-Верде, не завдавши їм особливої шкоди і не спричинивши людських жертв.
14 липня 2008 року у зв'язку з безпосередньою близькістю шторму було скасовано всі авіарейси в аеропортах Бермудських островів. Авіакомпанії JetBlue та Delta Air Lines скасували всі регулярні маршрути у той час, як American Airlines виконала пасажирські рейси на день раніше. Британський флагман British Airways відклала транатлантичний рейс на одну добу, розраховуючи при цьому на відкриття аеропортів Бермудських островів вже наступної доби 15 липня. Місцеве авіасполучення з Сент-Джорджем було перервано на добу, аналогічна заборона була введена і на аеропорт Гамільтона. Периферійна частина Берти спричинила зливи на Бермудах, деякі автомобільні дороги були затоплені повністю, повалена частина дерев, у тому числі і на лінії електропередач островів, що викликало короткочасне припинення подачі електроживлення до житлових масивів. Незважаючи на штормові пориви вітру фахівці компанії Elecric Light Company працювали без перерв і відновлювали магістральні лінії електропередач навіть у пікові пориви вітру.
При проходженні Берти на схід від Бермудських островів у фазі тропічного шторму в районі Міжнародного аеропорту Бермуд випало близько 120 мм опадів. Уряд островів на підставі даних метеорологів випустив ще одне штормове попередження про можливе посилення циклону до ураганної потужності, проте дана дія мала попереджувальний і перестрахувальний характер.
Крім сильних опадів Берта спричинила сильний штормовий нагін на східному узбережжі Сполучених Штатів Америки, які стали причиною загибелі трьох людей у штаті Нью-Джерсі. 12 липня під час проведення рятувальних робіт раптово знепритомнів 51-річний чоловік, який згодом помер дорогою до госпіталю. 13 липня троє чоловіків пливли до морського бую, розташованого за 90 метрів від узбережжя Уайлвуд-Біч, і потрапили в сильний штормовий нагін. Один плавець у несвідомому стані був евакуйований рятувальною службою, проте надалі помер, не приходячи до тями. Другий чоловік зник безвісти і зараз вважається загиблим, а третій плавець відбувся лише незначними травмами. У ході проведення рятувальних заходів на узбережжі Нью-Джерсі вдалося зберегти життя близько 57 людей.
Штормові хвилі стали причиною травм різного ступеня тяжкості у 55 осіб у штаті Делавер. Четверо жителів штату Північна Кароліна отримали серйозні травми, причому один із них мало не розлучився з життям, наковтавшись морської води і втративши свідомість незадовго до прибуття рятувальних служб. Усього за два дні роботи рятувальників у Північній Кароліні було евакуйовано близько 60 осіб. Четверо жителей штата Северная Каролина получили серьёзные травмы, причём один из их чуть не расстался с жизнью, наглотавшись морской воды и потеряв сознание незадолго до прибытия спасательных служб. Всего за два дня работы спасателей в Северной Каролине было эвакуировано около 60 человек.